# ۷۴۶ (میلادی)
۷۴۶ (میلادی) هفتصد و چهل و ششمین سال تقویم میلادی است.

## مناسبت‌ها
- زلزله ویرانگر در شهر پترا

‎